# Trio (jeu)
Pour les articles homonymes, voir Trio (homonymie).
Trio (nom international : Tribulation) est un jeu de réflexion, créé par Heinz Wittenberg et édité par Ravensburger en 1974.

## Matériel
- 50 jetons ronds, numérotés de 1 à 50.
- 49 jetons carrés, numérotés de 1 à 9 (les quantités respectives étant 5-6-6-5-6-5-5-6-5).

## Préparatifs
On place au hasard, face visible, les jetons carrés sous la forme d'un carré de 7×7 cases, qui restera en place pour toute la partie. Les jetons ronds sont laissés de côté et constituent une pioche.

## But du jeu
Gagner un maximum de jetons ronds en trouvant des trios.
Un trio est la donnée de trois nombres, alignés (verticalement, horizontalement, ou en diagonale) dans la grille de jeu tels qu'en ajoutant ou en retranchant l'un au produit des deux autres, on obtienne la valeur inscrite sur le jeton carré.
Exemple : Pour un jeton rond de valeur 42, 42 = 9 * 5 - 3.

## Déroulement du jeu
Un joueur pioche un jeton rond et le pose face visible. Tous les joueurs cherchent alors un trio. Le premier à avoir trouvé annonce « Trio » et, si celui-ci est correct, il remporte le jeton. Le jeu continue ainsi jusqu'à ce que la pioche soit épuisée. 
Il est possible qu'il n'y ait pas de trio (ce qui reste rare). Le jeton est alors mis de côté, et on continue avec un autre nombre.